# ورزشگاه دینامو آرنا
ورزشگاه دینامو آرنا  (به انگلیسی: Dinamo Arena) ورزشگاهی در تفلیس، گرجستان و ورزشگاه خانگی تیم ملی فوتبال گرجستان و باشگاه فوتبال دینامو تفلیس است.
این ورزشگاه در سال ۱۹۷۶ میلادی ساخته شده و هم اکنون ظرفیت آن  ۵۴٬۲۰۲ است. در محل فعلی این ورزشگاه، ورزشگاه مرکزی تفلیس قرار داشته است که پس از تخریب با سبک و نام جدیدی (دینامو آرنا) احداث شده است. این ورزشگاه پس از بازسازی جایگاه های تماشگرانش افزایش یافته است .
این ورزشگاه میزبان بازی سوپر جام اروپا بین تیم های بارسلونا و سه ویا اسپانیا در سال 	۲۰۱۵ بود. و همچنین میزبان بازی های جام قهرمانی اروپا بوده است تیم های ملی کشورهایی مانند آلمان و فرانسه و اسپانیا و ایتالیا و روسیه و اکراین و آذربایجان و هلند و اتریش نیز در این زمین بازی کرده‌اند .